# Capnophyllum
Capnophyllum es un género de plantas herbáceas perteneciente a la familia de las apiáceas.  Comprende 2 especies descritas. Es originario del sur de África.

## Descripción
Son hierbas anuales. Hojas 2-3 pinnatisectas. Inflorescencias con brácteas y bracteolas, rara vez sin brácteas. Dientes del cáliz bien desarrollados. Pétalos blancos. Frutos ovoideos o elipsoideos, con pedúnculos muy engrosados, costillas primarias muy prominentes, con pliegues transversales rugosos y ásperos, las marginales más gruesas; vitas no aparentes. Endospermo plano.

## Taxonomía
El género fue descrito por Joseph Gaertner y publicado en De Fructibus et Seminibus Plantarum. . . . 2: 32. 1790. La especie tipo es: Capnophyllum africanum (L.) Gaertn.	

## Especies
A continuación se brinda un listado de las especies del género Capnophyllum descritas hasta julio de 2013, ordenadas alfabéticamente. Para cada una se indica el nombre binomial seguido del autor, abreviado según las convenciones y usos.
- Capnophyllum africanum (L.) Gaertn.
- Capnophyllum leiocarpon (Sond.) J.C.Manning & Goldblatt